# Christian Schoissengeyr
Christian Junior Schoissengeyr Acosta nacido en Concepción de la Vega (La Vega, República Dominicana) el 18 de octubre de 1994, es un futbolista profesional dominicano de ascendencia austriaca. Se desempeña en el terreno de juego como defensa y actualmente se encuentra sin equipo. Es internacional absoluto con la selección dominicana.

## Selección
Debutó con la selección mayor de República Dominicana el 6 de junio de 2022 en el Estadio Olímpico Félix Sánchez. Anteriormente, fue internacional con la Selección sub-21 de Austria en 12 ocasiones anotando 1 gol.

## Clubes
| Club              | País       | Año         |
| ----------------- | ---------- | ----------- |
| SK Rapid Viena B  | Austria    | 2011 - 2015 |
| SK Sturm Graz     | Austria    | 2015 - 2018 |
| FK Austria Viena  | Austria    | 2018 - 2022 |
| NK Domžale        | Eslovenia  | 2022 - 2023 |
| FC Differdange 03 | Luxemburgo | 2024        |

## Palmarés

### Títulos nacionales
| Título                          | Club              | País       | Año     |
| ------------------------------- | ----------------- | ---------- | ------- |
| Copa de Austria                 | SK Sturm Graz     | Austria    | 2017-18 |
| División Nacional de Luxemburgo | FC Differdange 03 | Luxemburgo | 2023-24 |